# Кааберма, Кайдо
Кайдо Кааберма (эст. Kaido Kaaberma; 18 ноября 1968, Хаапсалу, СССР) — эстонский фехтовальщик, участник трёх летних Олимпийских игр, двукратный призёр чемпионатов мира, восьмикратный чемпион Эстонии.

## Биография
Кааберма родился в эстонском городе Хаапсалу. Там же начал заниматься фехтованием. В 1988 году Кааберма впервые стал чемпионом Эстонии по фехтованию и был приглашён в сборную СССР. В 1991 году Кайдо в командном турнире шпажистов стал чемпионом мира по фехтованию.
После распада СССР Кааберма продолжил выступления в составе сборной Эстонии. В 1992 году Кааберма впервые выступил на летних Олимпийских играх. В соревнованиях шпажистов эстонец дошёл до полуфинала, но затем проиграл два поединка подряд и остался на 4-м месте. По итогам года Кааберма был признан спортсменом года в Эстонии.
В 1996 году Кааберма принял участие в своих вторых летних Олимпийских играх. В индивидуальных соревнованиях шпажистов Кааберма вышел в полуфинал, где в упорной борьбе (14:15) уступил кубинцу Ивану Тревехо. В командном турнире сборная Эстонии уступила уже в первом раунде Германии и была вынуждена бороться лишь за 5-8 место. В утешительном турнире эстонская сборная, последовательно победив сборные США и Венгрии, заняла 5-е место. В 1999 году Кайдо вновь сумел подняться на пьедестал чемпионата мира. На первенстве в корейском Сеуле эстонский спортсмен завоевал бронзовую медаль.
На летних Олимпийских играх 2000 года Кааберма являлся одним из фаворитов турнира и в индивидуальном турнире шпажистов был посеян под высоким 4-м номером. Но уже в первом своём поединке Кайдо уступил малоизвестному колумбийцу Маурисио Ривасу и выбыл из соревнований. В командном турнире Кааберма провёл 6 поединков и победил в двух из них. Но не самое удачное выступление партнёров позволило сборной Эстонии занять лишь 9-е место. В 2001 году сборная Эстонии с Каабермой в составе пробилась в финал чемпионата мира, но уступила сборной Венгрии.
Летние Олимпийские игры 2004 года могли стать для Каабермы четвёртыми в его карьере, но эстонский спортсмен не смог отобраться на них, не выполнив необходимые условия олимпийской квалификации. В последующие годы Кааберма стал всё меньше участвовать в соревнованиях на крупном уровне. В 2006 году Кайдо приостановил выступления в командных турнирах, а спустя некоторое время завершил спортивную карьеру.
В 2009 году Кааберма был назначен тренером женской сборной Эстонии по фехтованию. В конце 2009 года Кааберма вступил в партию реформ.

## Награды
- Спортсмен года в Эстонии (1992);